# Sport Lisboa e Benfica 2022-2023 (hockey su pista)
Questa voce raccoglie le informazioni riguardanti lo Sport Lisboa e Benfica nelle competizioni ufficiali della stagione 2022-2023.

## Maglie
| 1ª divisa | 2ª divisa |

## Organico

### Giocatori
| N° | Naz.                  | Ruolo | Sportivo             |  |  |  |
| -- | --------------------- | ----- | -------------------- |  |  |  |
| 1  | Portogallo (bandiera) | P     | Pedro Henriques      |  |  |  |
| 4  | Portogallo (bandiera) | E     | Diogo Rafael         |  |  |  |
| 5  | Argentina (bandiera)  | E     | Carlos Nicolía       |  |  |  |
| 6  | Spagna (bandiera)     | E     | Eduard Lamas Alsina  |  |  |  |
| 7  | Argentina (bandiera)  | E     | Pablo Álvarez Vera   |  |  |  |
| 9  | Argentina (bandiera)  | E     | Lucas Ordóñez        |  |  |  |
| 12 | Portogallo (bandiera) | P     | Bernardo Mendes      |  |  |  |
| 18 | Portogallo (bandiera) | E     | Poka                 |  |  |  |
| 24 | Spagna (bandiera)     | E     | Nil Roca             |  |  |  |
| 68 | Francia (bandiera)    | E     | Roberto Di Benedetto |  |  |  |
| 71 | Portogallo (bandiera) | E     | Gonçalo Pinto        |  |  |  |

### Staff tecnico
- Allenatore:  Nuno Resende
- Allenatore in seconda:  Tiago Rafael